# Xatrac sud-americà
El xatrac sud-americà (Sterna hirundinacea) és una espècie d'ocell de la família dels làrids (Laridae) que habita costes i illots de Sud-amèrica, des del Perú i sud del Brasil, cap al sud fins Terra del Foc i les illes Malvines.

## Descripció
El xatrac sud-americà adult arriba a una longitud de 40 a 44 centímetres, per la qual cosa és més gros que els xatrac comú (Sterna hirundo) o el xatrac àrtic (Sterna paradisaea). Per altra banda, s'assemblen molt a aquestes espècies en plomatge en totes les èpoques de l'any. El bec és més gros i vermell en els adults, i no tenen una barra de color fosc a l'extrem de l'ala. El capell negre s'estén per sota de l'ull, generalment separat d'ell per una mitja lluna blanca, i la vora posterior del capell està ben definida. Els juvenils tenen les parts superiors amb franges marcades i fosques, i conserven les terciàries amb franges mentre és immadur, cosa que els diferencia dels xatracs comuns i àrtics immadurs.

## Distribució
Aquest xatrac es troba al voltant de les costes de la meitat sud de Sud-amèrica. L'àrea de cria s'estén a la costa atlàntica des del centre est del Brasil cap al sud, passant per l'Argentina i les Illes Malvines fins a la Terra del Foc. A la costa del Pacífic es cria al sud del Perú i Xile. A l'hivern, els ocells de l'extrem sud de l'àrea de distribució migren cap al nord, a l'Equador, l'Uruguai i el sud del Brasil.

## Comportament
El xatrac sud-americà s'alimenta de peixos, crustacis i altres petits invertebrats. Fa el niu a les illes, platges i penya-segats, i quan no cria, es pot veure mar endins, en estuaris i ports.
Un relat de 1877 va descriure una colònia de cria trobada en una platja de la província de Chubut, a l'Argentina. Un nombre molt gran d'ocells niava en una àrea d'uns 130 metres quadrats. Els nius eren simples rascades a la grava i els còdols, cadascun dels quals contenia un, dos o tres ous. Aquests eren més petits que els ous del xatrac becllarg (Thalasseus sandvicensis), però s'hi semblaven en aspecte general, tot i que cadascun estava marcat de manera diferent. Era difícil caminar entre els nius sense aixafar els ous, i es va estimar que hi podria haver 135.000 ocells niant, amb 67.500 nius que contenien 112.500 ous.